# Châteauvieux (Var)
Pour les articles homonymes, voir Châteauvieux.
Châteauvieux est une commune française située dans le département du Var, en région Provence-Alpes-Côte d'Azur.
Ses habitants sont appelés les Châteauvieillains, Châteauvieillaines ou les Castelvieillencs, Castelvieillencques.

## Géographie

### Localisation
Châteauvieux est située à l'extrême nord-est du département du Var, limitrophe des Alpes-de-Haute-Provence, à 21 km de Comps-sur-Artuby et 28 de Castellane.
La commune se trouve entre les communes de Brenon et La Martre sur la route départementale D 52.

### Communes limitrophes
La Martre, Brenon et Comps-sur-Artuby.

### Reliefs et géologie
La Martre et Châteauvieux sont les communes les plus élevées du Var, à une altitude moyenne de 1 080 mètres.
Le village est divisé entre le « Plus haut village » où se trouvent l’église et la mairie et le « Plus bas village » construit plus tardivement, où se trouve le château.
Le périmètre de protection autour de la réserve naturelle géologique de Haute-Provence a été étendu au territoire des communes de Bargème, Le Bourguet, Châteauvieux, Comps-sur-Artuby, La Martre et Trigance (Var).
La commune fait également partie du parc naturel régional du Verdon.

### Hydrographie et les eaux souterraines
Le village est situé dans le vallon des Bous, rivière affluente de l’Artuby. On trouve sur le territoire de la commune de nombreuses sources affluentes du Jabron, sources des vallons.
Cours d'eau sur la commune ou à son aval :
- rivière le jabron ;
- vallons des demuèyes, de saint-pierre, de sébet, de la clue, de la péguière, vallon des roumariniers, des frayières, de coste bonne, des bous, de font freye ;
- torrent des bonnes fonts.

## Toponymie
Le nom de Chateauvieux est Castèuvièlh en provençal de norme classique et Castèu-Vièi dans la norme mistralienne.

## Héraldique
| Armes de Châteauvieux | Blasonnement : D'or au château de gueules. |

## Histoire
De nombreux ossements et tessons datant de l’âge du bronze ont été découverts dans la « grotte des Fées », située sur le penchant des Alpes-de-Haute-Provence.
Une borne milliaire romaine a été trouvée au hameau des Demuyes, non loin de la Via Ventiana, une voie romaine secondaire qui va de Vence à Castellane. Elle porte deux inscriptions en latin l'une qui indique que la voie romaine sur laquelle elle se dressait a été restaurée par l'empereur Philippe l'Arabe et son fils (années 244-247), l'autre gravée en l'honneur des Césars Crispus, Licinius II et Constantin II (années 317-324). Elle indique également le nombre de sept mille pas romains, soit 10 km depuis Castellane. Elle a donc été déplacée de son emplacement d'origine, -elle s'en trouve aujourd'hui à 13 ou 14 km à pied.
Une seconde borne romaine est aujourd'hui remployée comme socle de la Croix de Saint-Pierre, au bord de la RD 52A, au Col de Saint-Pierre. Elle est anépigraphe.
Aux XIIe et XIIIe siècles (ou bien XIe siècle), une abbaye de femmes s’installe sur le territoire de la commune, à Saint-Pierre-en-Demueyes. Elle relève de l’ordre de Cîteaux et existe encore au XIVe siècle. Elle a pour abbesses Huguette de Villeneuve et Béatrice de Castellane, avant d'être détruite par les troupes de Raymond de Turenne.
En 1342, la communauté de Châteauvieux est rattachée à la viguerie de Castellane (actuel département des Alpes-de-Haute-Provence) par le comte de Provence. D'abord fief des Castellane, Châteauvieux devint coseigneurie des Raphaelis, Gombert et Demandolx de La Palud, puis seigneurie de la famille d'Arbaud de Châteauvieux.
Madeleine Demandolx de La Palud, héroïne d'un grand procès de sorcellerie au XVIIe siècle, y mourut.
En 1575, le château fut rasé par les Ligueurs du baron de Vins, ainsi que le «plus haut village » installé à flanc de coteau autour de son église. Un nouveau château fut construit dans le «plus bas village » à la fin du XVIIe siècle, toujours existant.
En 1677, Fortuné de Demandolx, fils de Claude de Demandolx et de Françoise de Gombert, Dame de Châteauvieux, vend la seigneurie et le château à Melchior d’Arbaud de Bresc (1628-1686) que se fait désormais appeler d'Arbaud de Châteauvieux. La seigneurie et le château passent par succession en ligne directe à Antoine d'Arbaud de Châteauvieux (1673-1755), chevalier de l’ordre de Saint-Jean-de-Jérusalem, puis à Louis d'Arbaud de Châteauvieux (1709-1782), lieutenant de vaisseau du roi et chevalier de l’ordre royal et militaire de Saint-Louis, et enfin à Louis Vincent Gaspard d'Arbaud de Châteauvieux (1765-1792), garde de la Marine, lieutenant de vaisseau du roi. Dans une lettre du 7 juin 1789, le seigneur de Châteauvieux déclare qu'il n'y a eu aucune sédition populaire à Châteauvieux. Pourtant quelques mois plus tard, la famille d'Arbaud doit fuir le village et le château est séquestré. Après la Révolution, sa veuve, Marie Marguerite Françoise Niel de Brenon, récupère la propriété du château puis le lègue à sa mort, en 1815, à sa cousine Marie de Gassendy, épouse de Charles Féraud, président du tribunal civil de Brignoles. Le docteur Charles Poilroux, médecin à Aix, originaire de Castellane, achète le château en 1818, qui porte alors le nom de Château de Bagarron.
Le « plus bas village » comportait 177 habitants en 1851.

## Politique et administration

### Liste des maires
| Période                                  | Période   | Identité          | Étiquette | Qualité |
| ---------------------------------------- | --------- | ----------------- | --------- | ------- |
| Les données manquantes sont à compléter. |           |                   |           |         |
| juillet 1963                             | nov. 1988 | Ernest Pelissier  | -         | -       |
| nov. 1988                                | mars 1989 | Gabriel Michel    | -         | -       |
| mars 1989                                | mars 2001 | Jean Mozzi-Ravel  | -         | -       |
| mars 2001                                | mars 2008 | Raymond Lambert   | -         | -       |
| mars 2008                                | 2020      | Pascal Fornaresio | -         | -       |
| 28 juin 2020                             | en cours  | Nans Bellini      | -         | -       |

### Budget et fiscalité 2019
En 2019, le budget de la commune était constitué ainsi :
- total des produits de fonctionnement : 200 000 €, soit 2 296 € par habitant ;
- total des charges de fonctionnement : 1 653 000 €, soit 1 898 € par habitant ;
- total des ressources d’investissement : 72 000 €, soit 832 € par habitant ;
- total des emplois d’investissement : 123 000 €, soit 1 409 € par habitant.
- endettement : 97 000 €, soit 1 119 € par habitant.

Avec les taux de fiscalité suivants :
- taxe d’habitation : 12,15 % ;
- taxe foncière sur les propriétés bâties : 1,55 % ;
- taxe foncière sur les propriétés non bâties : 21,54 % ;
- taxe additionnelle à la taxe foncière sur les propriétés non bâties : 0,00 % ;
- cotisation foncière des entreprises : 0,00 %.

Chiffres clés Revenus et pauvreté des ménages en 2017.

### Intercommunalité
Précédemment, Châteauvieux relevait de la Communauté de communes Artuby Verdon composée de 9 communes. Cinq d'entre-elles ont finalement été rattachée à la Communauté de Communes Lacs et Gorges du Verdon et quatre à la Communauté d'agglomération dracénoise.
La communauté de communes Lacs et Gorges du haut-Verdon (CCLGV) constituée initialement de onze communes (Aiguines ; Artignosc-sur-Verdon ; Aups ; Baudinard-sur-Verdon ; Bauduen ; Moissac-Bellevue ; Les Salles-sur-Verdon ; Régusse ; Tourtour ; Vérignon ; Villecroze) comprend désormais seize communes après intégration de cinq communes supplémentaires au 1er janvier 2017 : Trigance, Le Bourguet, Brenon, Châteauvieux et La Martre,.
La communauté de communes « Lacs et Gorges du haut-Verdon (LGV) » constituée initialement de 11 communes (Aiguines ; Artignosc-sur-Verdon ; Aups ; Baudinard-sur-Verdon ; Bauduen ; Moissac-Bellevue ; Les Salles-sur-Verdon ; Régusse ; Tourtour ; Vérignon ; Villecroze) comprend désormais 16 communes après intégration de 5 communes supplémentaires au 1er janvier 2017 : Trigance, Le Bourguet, Brenon, Châteauvieux et La Martre,.
Son président en exercice est Rolland Balbis (maire de Villecroze). Ont été élus vice-présidents : 
- Mme Raymonde Carletti (maire de La Martre) 1er vice président : Administration Générale et Finances ;
- M. Antoine Faure (maire d'Aups) 2e vice président : Aménagement du Territoire (SCOT) et transition ;
- M. Charles-Antoine Mordelet 3e vice président (maire d'Aiguines) : Tourisme et Itinérance ;
- M. Fabien Brieugne 4e vice président (maire de Tourtour) : Agriculture, Fibre et numérique, Développement éco ;
- M. Pierre Constant 5e vice président (commune de Villecroze)[20] ;
- M. Serge Constans 6e vice président (Maire d'Artignosc-sur-Verdon).

La Communauté de communes Lacs et Gorges du Verdon compte désormais 34 représentants + 12 suppléants pour 16 communes membres.

### Climat
Pour des articles plus généraux, voir Climat de Provence-Alpes-Côte d'Azur et Climat du Var.
En 2010, le climat de la commune est de type climat méditerranéen altéré, selon une étude du Centre national de la recherche scientifique s'appuyant sur une série de données couvrant la période 1971-2000. En 2020, Météo-France publie une typologie des climats de la France métropolitaine dans laquelle la commune est exposée à un climat méditerranéen et est dans une zone de transition entre les régions climatiques « Var, Alpes-Maritimes  » et « Alpes du sud ». 
Pour la période 1971-2000, la température annuelle moyenne est de 10,3 °C, avec une amplitude thermique annuelle de 15,8 °C. Le cumul annuel moyen de précipitations est de 997 mm, avec 6,5 jours de précipitations en janvier et 4,5 jours en juillet. Pour la période 1991-2020, la température moyenne annuelle observée sur la station météorologique de Météo-France la plus proche, « Castellane », sur la commune de Castellane à 9 km à vol d'oiseau, est de 10,5 °C et le cumul annuel moyen de précipitations est de 999,7 mm. 
La température maximale relevée sur cette station est de 40,8 °C, atteinte le 28 juin 2019 ; la température minimale est de −20,5 °C, atteinte le 10 janvier 1985,,. 
Les paramètres climatiques de la commune ont été estimés pour le milieu du siècle (2041-2070) selon différents scénarios d'émission de gaz à effet de serre à partir des nouvelles projections climatiques de référence DRIAS-2020. Ils sont consultables sur un site dédié publié par Météo-France en novembre 2022.

## Urbanisme

### Typologie
Au 1er janvier 2024, Châteauvieux est catégorisée commune rurale à habitat très dispersé, selon la nouvelle grille communale de densité à sept niveaux définie par l'Insee en 2022.
Elle est située hors unité urbaine et hors attraction des villes,.

### Occupation des sols
L'occupation des sols de la commune, telle qu'elle ressort de la base de données européenne d’occupation biophysique des sols Corine Land Cover (CLC), est marquée par l'importance des forêts et milieux semi-naturels (84 % en 2018), en diminution par rapport à 1990 (87,4 %). La répartition détaillée en 2018 est la suivante : 
forêts (73,8 %), milieux à végétation arbustive et/ou herbacée (10,3 %), prairies (7,4 %), zones agricoles hétérogènes (7,3 %), espaces verts artificialisés, non agricoles (1,2 %). L'évolution de l’occupation des sols de la commune et de ses infrastructures peut être observée sur les différentes représentations cartographiques du territoire : la carte de Cassini (XVIIIe siècle), la carte d'état-major (1820-1866) et les cartes ou photos aériennes de l'IGN pour la période actuelle (1950 à aujourd'hui).

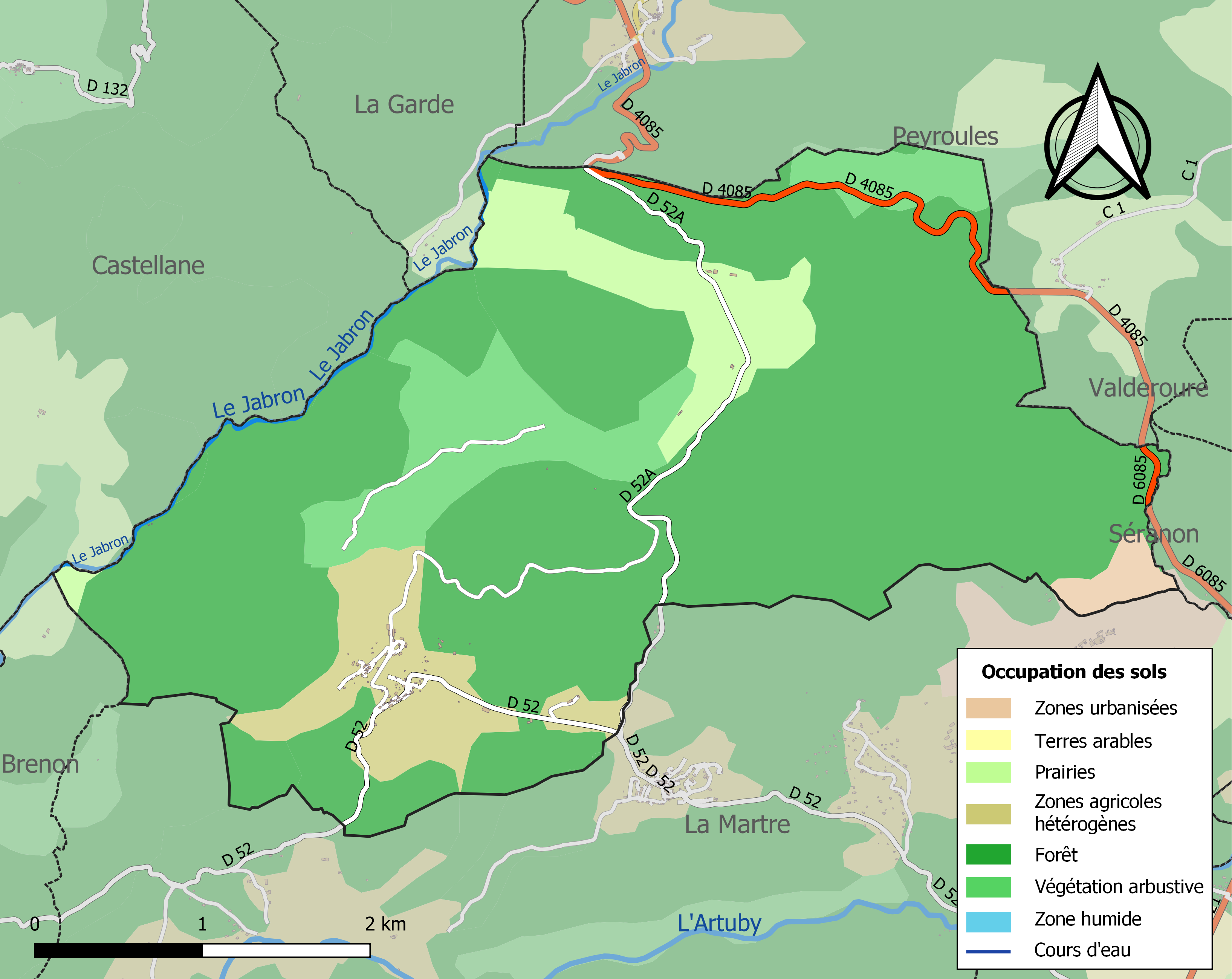
Carte des infrastructures et de l'occupation des sols de la commune en 2018 (CLC).

## Démographie
| Population sous l’Ancien Régime |      |      |      |
| Date                            | 1315 | 1471 | 1540 |
| Population en feux              | 23   | 5    | 30   |

L'évolution du nombre d'habitants est connue à travers les recensements de la population effectués dans la commune depuis 1793. Pour les communes de moins de 10 000 habitants, une enquête de recensement portant sur toute la population est réalisée tous les cinq ans, les populations de référence des années intermédiaires étant quant à elles estimées par interpolation ou extrapolation. Pour la commune, le premier recensement exhaustif entrant dans le cadre du nouveau dispositif a été réalisé en 2004.

En 2022, la commune comptait 73 habitants, en évolution de −16,09 % par rapport à 2016 (Var : +4,98 %, France hors Mayotte : +2,11 %).
| 1793 | 1800 | 1806 | 1821 | 1831 | 1841 | 1846 | 1851 | 1856 |
| ---- | ---- | ---- | ---- | ---- | ---- | ---- | ---- | ---- |
| 160  | 166  | 166  | 159  | 146  | 140  | 134  | 127  | 139  |

| 1861 | 1866 | 1872 | 1876 | 1881 | 1886 | 1891 | 1896 | 1901 |
| ---- | ---- | ---- | ---- | ---- | ---- | ---- | ---- | ---- |
| 121  | 131  | 116  | 109  | 104  | 92   | 93   | 82   | 89   |

| 1906 | 1911 | 1921 | 1926 | 1931 | 1936 | 1946 | 1954 | 1962 |
| ---- | ---- | ---- | ---- | ---- | ---- | ---- | ---- | ---- |
| 80   | 76   | 66   | 66   | 54   | 46   | 49   | 33   | 32   |

| 1968 | 1975 | 1982 | 1990 | 1999 | 2004 | 2006 | 2009 | 2014 |
| ---- | ---- | ---- | ---- | ---- | ---- | ---- | ---- | ---- |
| 26   | 26   | 34   | 46   | 73   | 70   | 68   | 73   | 84   |

| 2019 | 2022 | - | - | - | - | - | - | - |
| ---- | ---- | - | - | - | - | - | - | - |
| 79   | 73   | - | - | - | - | - | - | - |

## Économie

### Entreprises et commerces

#### Agriculture
- Exploitations agricoles / Éleveurs[38].

#### Commerces
- Auberge communale La Gruppi[39].
- Commerces de proximité[40].
- Pasta Graous La Fabrique.
- Fabrication de terrines artisanales.

## Équipements et services

### Transports urbains
- Transport en Provence-Alpes-Côte d'Azur

La commune est desservie par plusieurs lignes de transport en commun. Les collectivités territoriales ont mis en œuvre un « service de transports à la demande » (TAD), réseau régional Zou !
Les lignes interurbaines :
Lignes de transports Zou !. La Région Sud est la collectivité compétente en matière de transports non urbains, en application de la loi NOTRe (Nouvelle Organisation Territoriale de la République).

### Enseignement
Établissements d'enseignement :
- écoles maternelles à Séranon et Trigance ;
- écoles primaires à La Bastide, Comps-sur-Artuby ;
- collège à Castellane ;
- lycées de Draguignan.

### Santé
- Professionnels de santé : médecin, kinésitherapeute à Comps-sur-Artuby.
- La communauté de communes dispose désormais, à Aups, d'une Maison de santé pluriprofessionnelle (médecine générale, médecine spécialisée, paramédical, soins infirmiers), et intégrant également un lieu ressource « social et solidaire »[43]  intégrant un lieu ressource « social et solidaire ».
- L'hôpital le plus proche est le Centre hospitalier de la Dracénie et se trouve à Draguignan, à 44 km[44],[45]. Il dispose d'équipes médicales dans la plupart des disciplines[46] : pôles médico-technique ; santé mentale ; cancérologie ; gériatrie ; femme-mère-enfant ; médecine-urgences ; interventionnel.

## Vie locale

### Cultes
La paroisse Saint-Honorat-et-Saint-Maur de Chateauvieux, de confession catholique, fait partie du diocèse de Fréjus-Toulon, doyenné de Fayence.

### Environnement
La commune est classée en zone de montagne dans les massifs en France

## Lieux et monuments

### Patrimoine civil et naturel
- Bourg castral de Châteauvieux[49].
- Château d’Arbaud ou de Bagarron, rue du Château, demeure des seigneurs de Châteauvieux au XVIIe – XVIIIe siècle.
- Château Rima[50],[51].
- Grotte de Châteauvieux (de Costevieille, des fées)[52],[53].

### Patrimoine religieux
- Église Saint-Honorat-Saint-Maur et sa cloche de 1668[54].
- Chapelle de St Pierre[55].
- Chapelle St-Joseph, dite du Plan d'Anelle[56].
- Oratoire Saint Joseph[57].
- Monument aux morts intercommunal[58],[59].